# 彌敦道190號

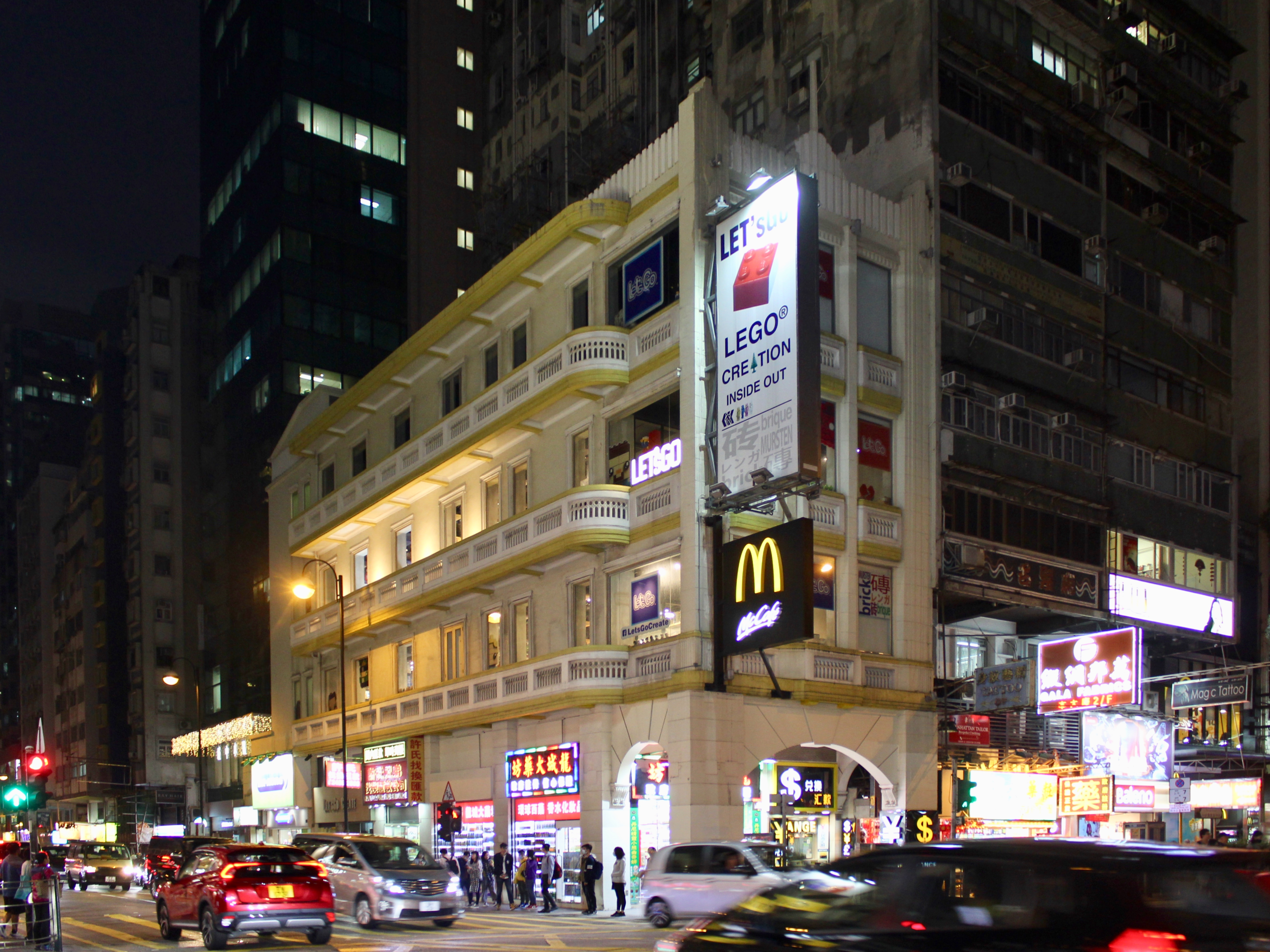
彌敦道190號夜景（2019年）

彌敦道190號是香港一座戰前建築，位於九龍油尖旺區尖沙咀彌敦道190號，於2018年評級為三級歷史建築。

## 歷史

### 戰前至戰時
彌敦道190號位於彌敦道與柯士甸道交界，鄰近佐敦，於1937年建成，樓高四層，總樓面面積約6,500平方呎，各層面向柯士甸道的一面均建有露台。建築物的業主為美國華僑陳有仁及其妻劉松娣，他們於1932年來港後購得地皮建屋，地價連建築費合共三萬港元，建築材料由美國及廣州進口，包括室內用的楠木、松木地板、廣州彩色玻璃等。
陳氏夫婦在美國經營餐廳，因此希望把美國文化帶來香港，於是在地下開設永青餐室（Cafe Evergreen），引入羅宋湯、燒牛肉、雪糕等食物，是香港早期的平民西式餐廳。在二次世界大戰爆發前，不少美國和英國水兵在尖沙咀上岸後前往餐室用膳，是餐室的輝煌時期。樓宇興建不久便經歷日佔時期，其時被更名為「香取通第壹佰九拾號」及分類為「西洋式」的「家屋」。
日佔時期，為了嚴格控制香港的糧食消耗，日軍只允許少數地方「依法」儲存食物，就「惠」於日人飯堂的定位，彌敦道190號的儲物室逃過被充公的厄運。有了飯堂的掩飾，「家人」名單變得越來越長，所謂「家人」是指艱難時期，暗中在私人糧倉接濟的香港人，保守估計近一千人，由油尖旺到深水埗荔枝角。
劉松娣之子陳耀芳則每日前往天台，偷拍對面日軍大本營的情況，再將資料傳送至美國。1945年7月，在日本投降前夕，有漢奸告發陳家有人在樓中打電報，日軍將陳氏家族捉到對面的大本營，以酷刑折磨劉松娣及陳耀芳三日。其中，劉松娣的牙被一隻一隻拔去，而陳耀芳則遭受灌水、拔甲、敲牙等酷刑，最終在廣華醫院辭世，屍體被日軍送往亂葬崗。

### 戰後至近代
根據1950年代的照片，建築為下舖上居，而且地面以上的樓層作住宅之用時，騎樓露臺仍未圍封。
1970年代，樓宇易手予已故商人和社會賢達馬錦燦及其家族，旗下大生地產現同時持有旁邊有利大樓（彌敦道184A至188號）業權。
2006年7月14日，樓宇外牆進行維修工程的40呎高棚架遭強風吹倒，壓住三條行車線，過程中無行人受傷及車輛被擊中。
樓宇在2009年完成翻新工程，面向彌敦道的2樓至天台外牆附建了招牌，地舖大部份位置包括轉角曾放租予謝瑞麟珠寶，該店遷出後分拆作藥品店和匯款公司。於2019冠狀病毒病疫情期間，地舖的藥品店續轉租予口罩店。另外，曾有方案研究將建築背部的地下突出處加建至天台高度。
彌敦道190號為全港8803項歷史建築名單當中（編號1628），並為1444幢已評級歷史建築的其中一幢（編號653），最後古物諮詢委員會於2018年評級為三級歷史建築。

### 拆卸事件
2021年2月，發展局接獲屋宇署的通報指彌敦道190號業主委託認可人士呈交拆卸圖則，並其後向業主提供經濟誘因保育該建築，正待業主回覆。屋宇署的建築事務監督繼在3月批准有關圖則，署方後覆稱：當收到有關認可人士呈交涉及歷史建築的拆卸或重建發展圖則時，會通報古物古蹟辦事處以作出適當的處理；雖然《建築物條例》列明建築事務監督可予拒絕建築圖則，但彌敦道190號的申請不屬當中情況之列。
2021年5月14日，油尖旺區區議員陳嘉朗獲悉有關事宜，並於社交媒體發佈消息，其後媒體向古蹟辦、屋宇署及建築持有人大生地產查詢，獲發展局答覆而得知以上通報。港大建築保育副教授李浩然表示，該幢唐樓屬現今香港罕有的「藝術裝飾風格」建築，除了同時擁有騎樓和露台，而且單幢轉角，建築美學價值高，因此「有條件成為一級歷史建築」。
有見於彌敦道190號出現拆卸危機，考城學社及文化企業活現香港聯成研究團隊，與屋主劉松娣女士第三代後人陳燕萍女士進行口述歷史訪問，撰寫了彌敦道190號文物價值報告，並在翌年6月5日公佈報告，重新補充建築在日佔時期的歷史事蹟，考城學社亦為此進行港九戰前唐樓與洋樓普查，發現彌敦道190號為尖沙咀唯一戰前洋樓，以及全港僅存三座多層長廊露台的直角轉角洋樓之一，確立其罕有程度、歷史及社會價值，要求重新評級為一級歷史建築。 
2022年12月， 在古物諮詢委員會會議上，古蹟辦館長(歷史建築)已經找到法庭審判及差餉紀錄，確認這建築為尖沙咀僅存與抗日戰爭相關的戰前洋樓，也是唯一一棟與英軍情報行動直接相關的民間建築，值得升級，委員會大致同意建議，但對是否升級為一級建築卻意見紛紜。。

## 建築

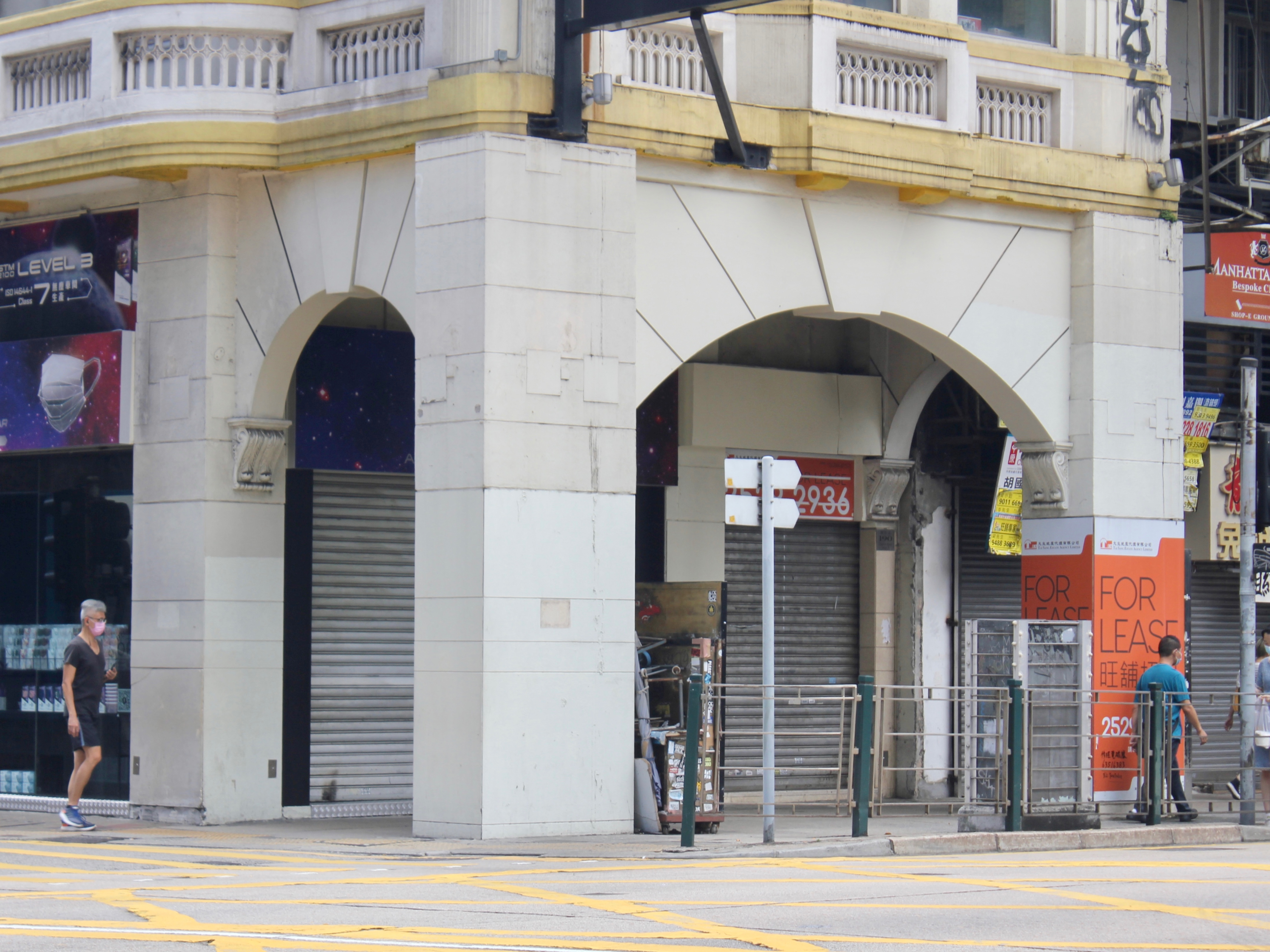
新古典主義風格的騎樓柱拱

### 特色
彌敦道190號是香港僅存的直角轉角洋樓，屬歐式公寓的長廊式建築，也是香港3幢僅存的戰前長廊式轉角樓宇之一，設計受裝飾藝術及新古典主義影響，並揉合了中西建築元素。

### 類別
據日治時期所記錄的平面圖顯示，彌敦道190號有別於沒太多間隔的「唐樓」，建設時已間好客廳、睡房等分佈，後方也有俗稱「妹仔梯」的樓梯，因此建築文物學者相信屬「洋樓」類別。

### 特寫圖片

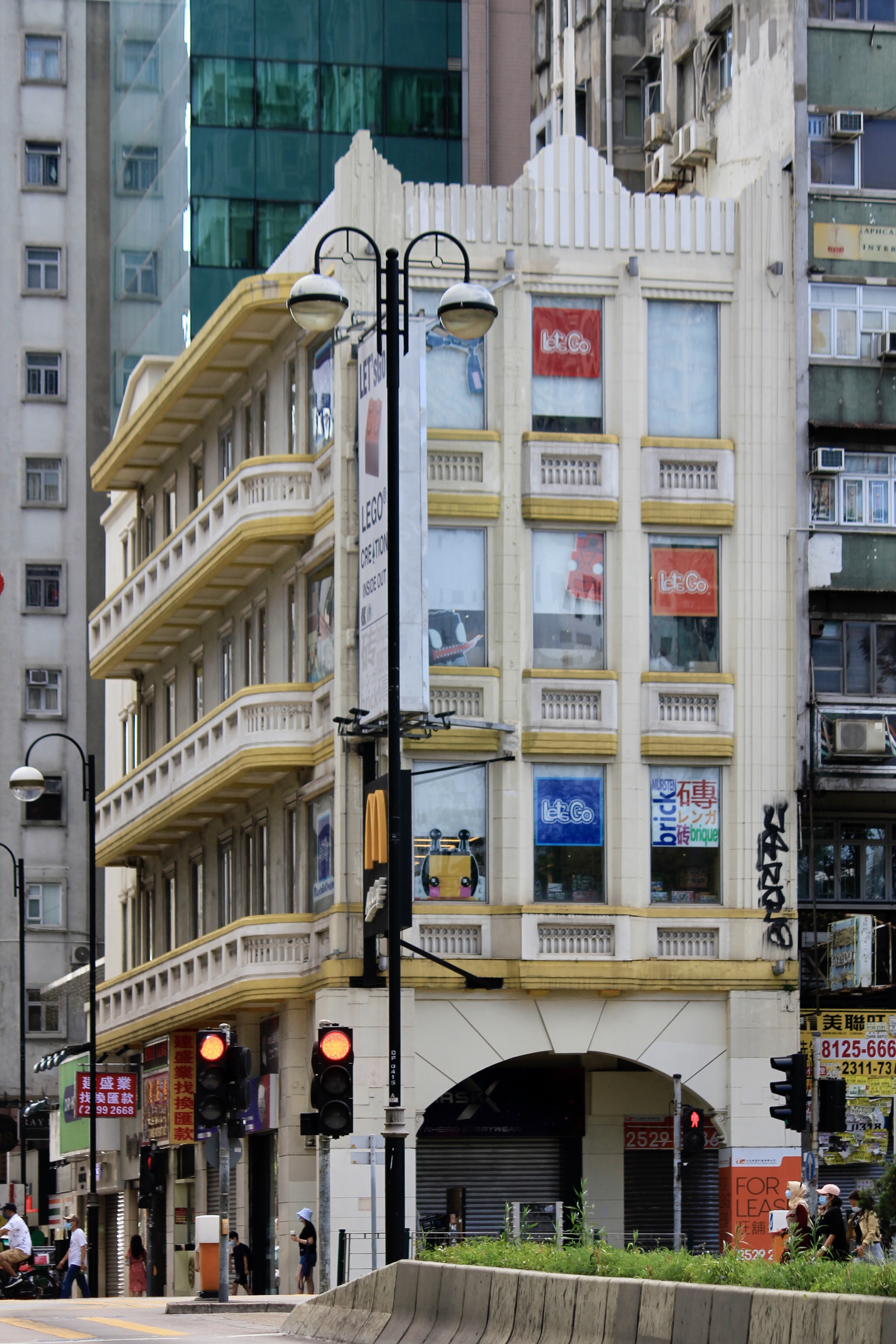
面向彌敦道立面
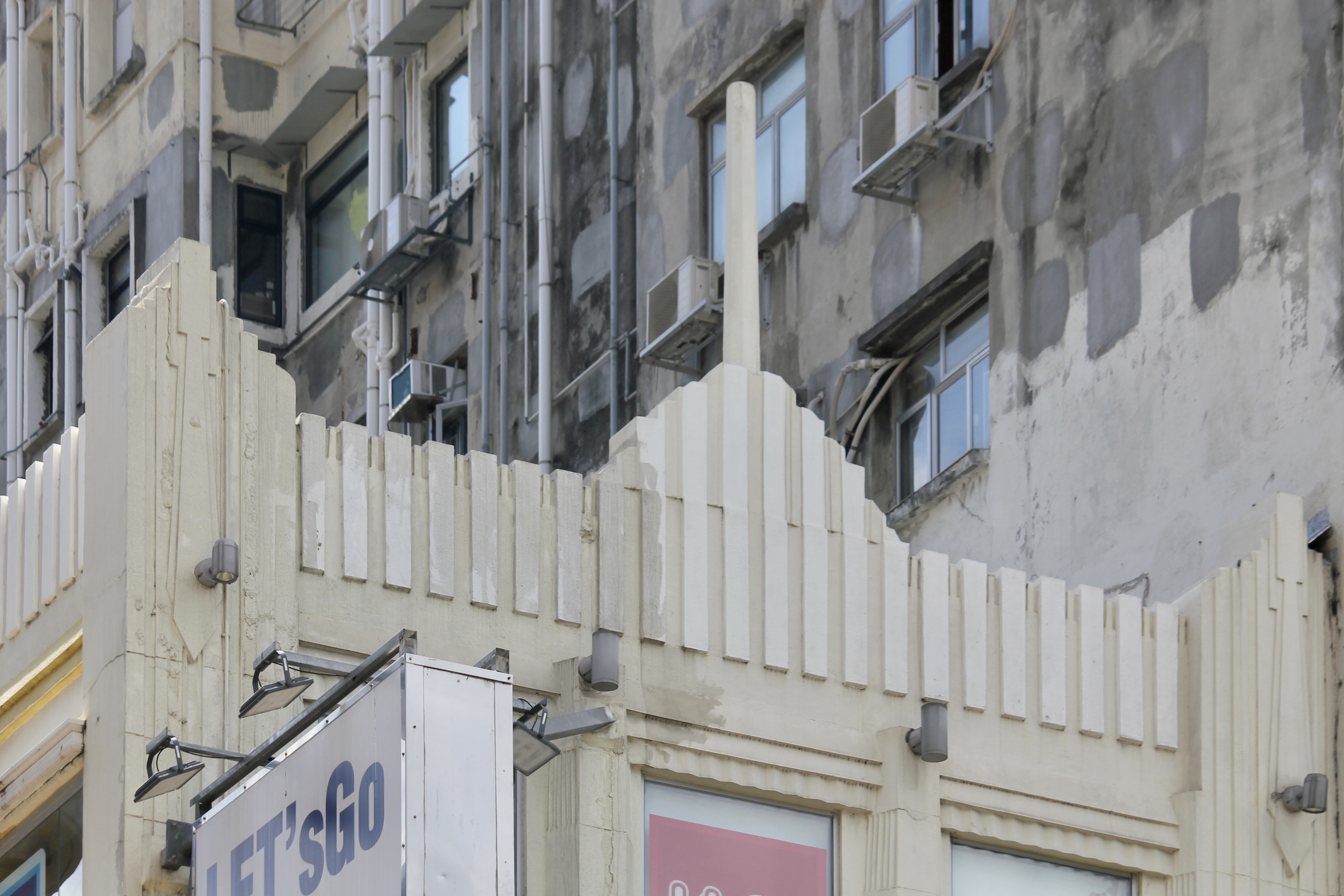
具裝飾藝術元素（Art Deco）的山牆及旗杆裝飾
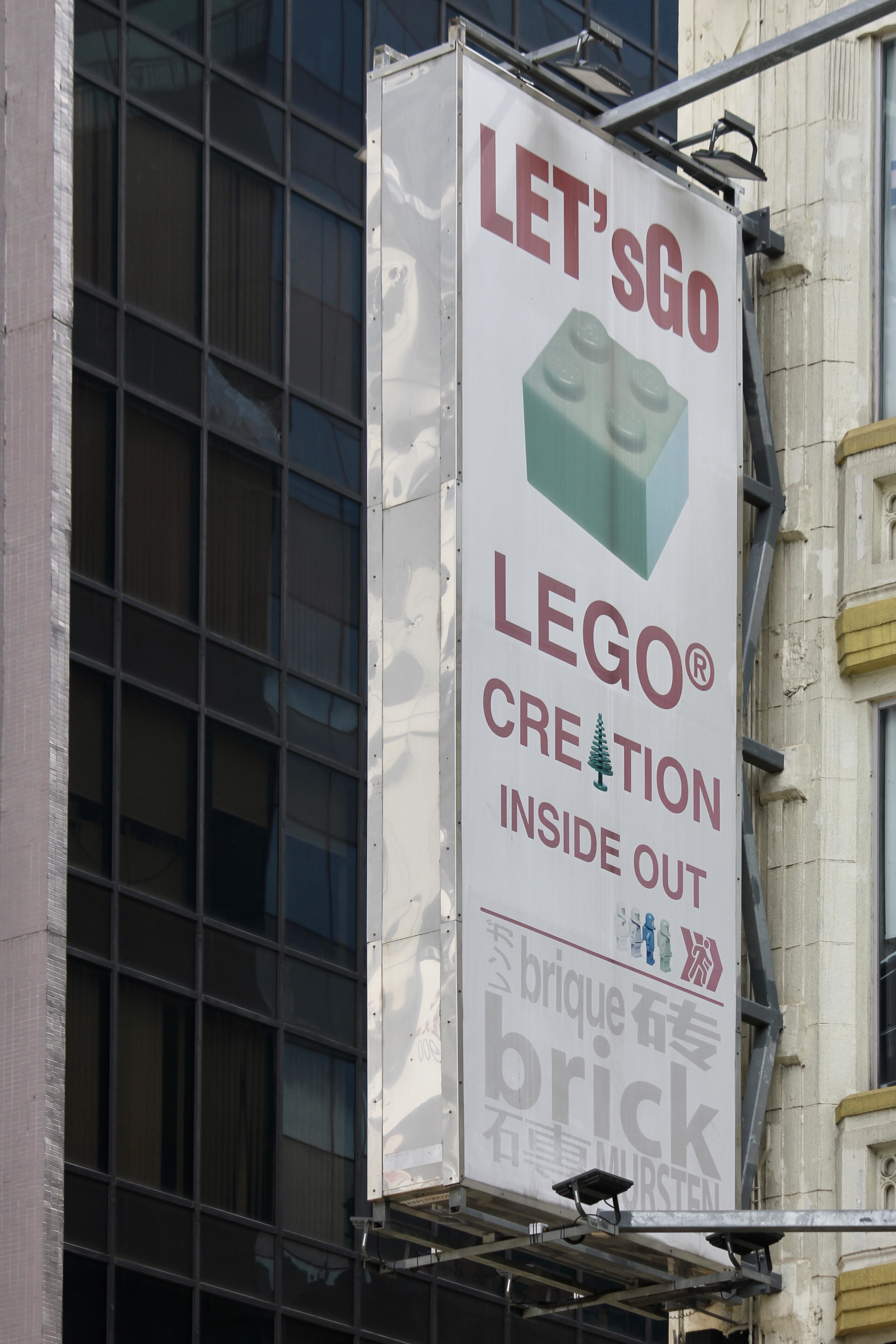
現租店舖的招牌
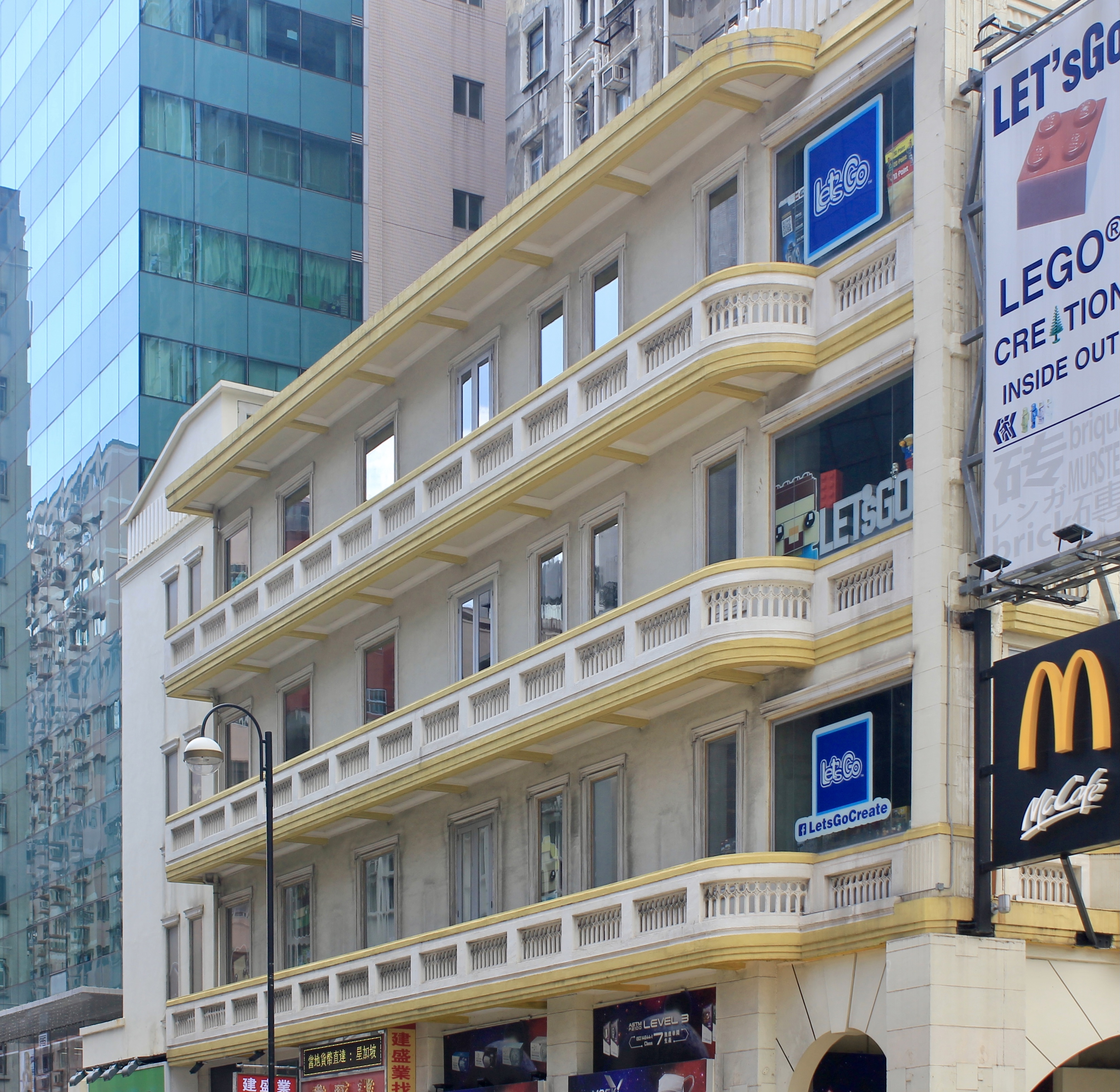
面向柯士甸道的長形露臺

## 店舖租戶
- 1至3樓：Let's Go 樂高積木店
- 地下：老行家、Dr. Kong 健康鞋專門店、建盛業找換匯款公司（前身為許氏兄弟匯款公司）、Mask X 口罩專門店（前身為龍城大藥坊）

## 其他建築條目
- 洋樓
- 唐樓
- 史釗域道6號
- 德輔道西207號
- 太子道西190至204及210至212號

## 相關保育例子
- 同德押
- 栖鶴小築

## 外部連結
- 彌敦道190號歷史照片 - Gwulo: Old Hong Kong（页面存档备份，存于）
- Historic Building Appraisal: No. 190 Nathan Road - 古物諮詢委員會[]（英文）